# Карпатос
Карпа́тос, або Карпафос (грец. Κάρπαθος) — острів в Карпатоському морі (іноді — у Егейському), належить Греції. Другий за величиною острів архіпелагу Додеканес. Острів складається з муніципалітету Карпатос та комуни Олімпос. Частина Олімпоса також охоплює сусідній острів Сарія. На інших мовах острів має назви: лат. Carpathus, італ. Scarpanto, тур. Керпен.

## Географія
Острів розташований приблизно за 47 км на північний захід від Родосу, в тій частині Середземного моря, яку часто називають на честь острова — Карпатоське море. На Карпатосі 10 сіл. Всі села зберегли традиційний устрій острова. На південному сході острова розташоване місто Пігадія, яке офіційно називається містом Карпатос — адміністративний центр і основний порт острова. Столицю оточують села Менетес, Аркаса, Апері, Волада, Отос і Пілес. На півночі розташувалися села Месочорі, Споа і Олімпос, останнє, найпівнічніше, являє особливий етнографічний та архітектурний інтерес. На острові два порти: один у місті Карпатос, а другий — поряд із селом Олімпос, носить назву Діафані.

## Історія

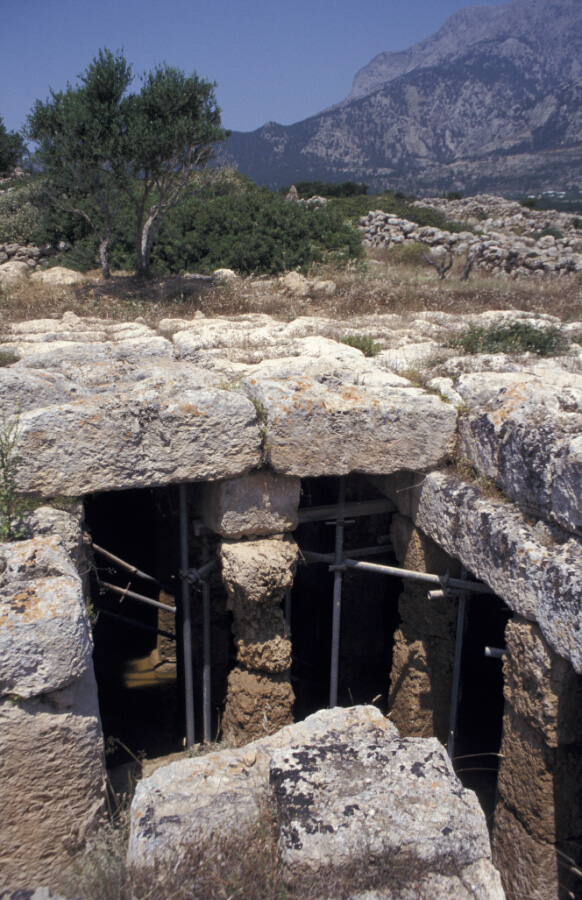
Римські резервуари недалеко від Лефкоса

Карпатос вперше згадується у гомерівській Іліаді під ім'ям Крапатон (грец. Οι δ'αρα Νίσυρον τ'είχον Κράπαθον τε Κάσον τε). Первісно був заселений дорійцями, згідно з міфологією з часів Міноса.
Війни і завоювання сформували історію Карпатос. Мешканці острова воювали зі Спартою у Пелопоннеської війні 431 до н. е. і були завойовані Родосом в 400 до н. е. У 42 до н. е. острів перейшов до Риму. У наступні століття на Карпатос правили араби, Генуя, венеційці і османи. Як в античні, так і в середі ваки Карпатос був тісно пов'язаний з Родосом; ним володіли знатні роди за венеційського сюзеренітету, зокрема, Корнаків з 1306 по 1540 роки, після чого він перейшов у володіння османів. За останніх належав до території вілаєту Джезаїр.
Через віддалене розташування на Карпатосі збереглися багато особливостей у національному костюмі, звичаях і діалекті. Діалект нагадує діалекти Криту та Кіпру. Османське правління закінчилося із завоюванням острова Королівством Італія під час Італо-турецької війни 1911–1912 років. Італійці володіли островом до кінця Другої світової війни. Карпатос відійшов Королівству Греція тільки 1948 року.
Через підірвану війною економіку багато карпатойців були змушені виїхати до США, де вони осіли в містах східного узбережжя. Сьогодні на Карпатосі мешкає значна греко-американська діаспора, представники якої повернулися на батьківщину і почали інвестувати в його економіку. У результаті цього в традиційний уклад Пагадії та інших поселень острова були привнесені сучасні елементи. У гірських поселеннях на півночі острова традиції шанують найсуворіше.

## Туризм

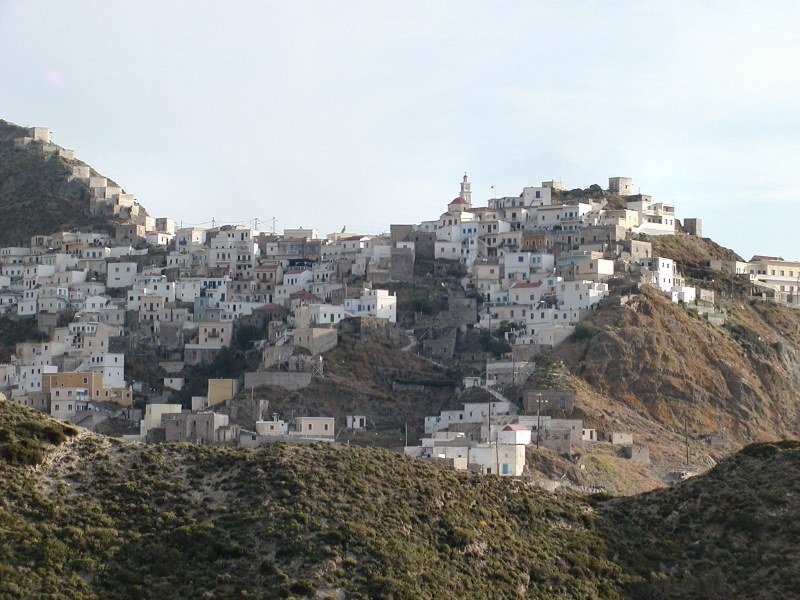
Олімпос

- Апері — колишня столиця острова. Зараз один з найзаможніших і найдоглянутіших селищ Карпатос, тут розташовано чимало вілл американських греків.
- Менетес — селище в горах, будівлі поселення споруджені у вигляді амфітеатру. Церкви Св. Мамоса та Пресвятої Богородиці.
- Базиліка Святої Фотінії у адміністративному центрі острова — місті Карпатос.
- Офос — найвище гірське село острова Карпатос (510 м). Тут знаходиться етнографічний музей, а також церква Святої Богородиці 17 століття будівлі.
- Олімпос — селище в горах, засноване за різними даними між 10 і 15 століттям. Кілька старовинних храмів. Діючий ветряний млин.
- Серфінг-центр «Містрал». Карпатос є чудовим місцем для серфінгу, особливо для новачків і бажаючих вдосконалити свої навички.

## Транспорт
Національне летовище острова Карпатос, де є відносно довга злітно-посадкова смуга, розташований на південній стороні острова. Карпатос пов'язаний із сусідніми островами та материком поромним сполученням та авіалініями. Пором ходить до Пірея (через Крит і Родос). Регулярні щоденні внутрішні рейси пов'язують острів з Родосом, Касосом, Критом і Афінами. Крім того є пасажирські перельоти у різні міста Європи в туристичний сезон (з квітня по жовтень).
На самому острові основний вид транспорту — автомобіль. Більша частина доріг має асфальтове покриття. Влітку невеликі приватні човни щодня курсують між Пігадією та іншими поселеннями. Цілорічно діють муніципальні автобусні маршрути та місцеве таксі з твердими розцінками.

## Галерея

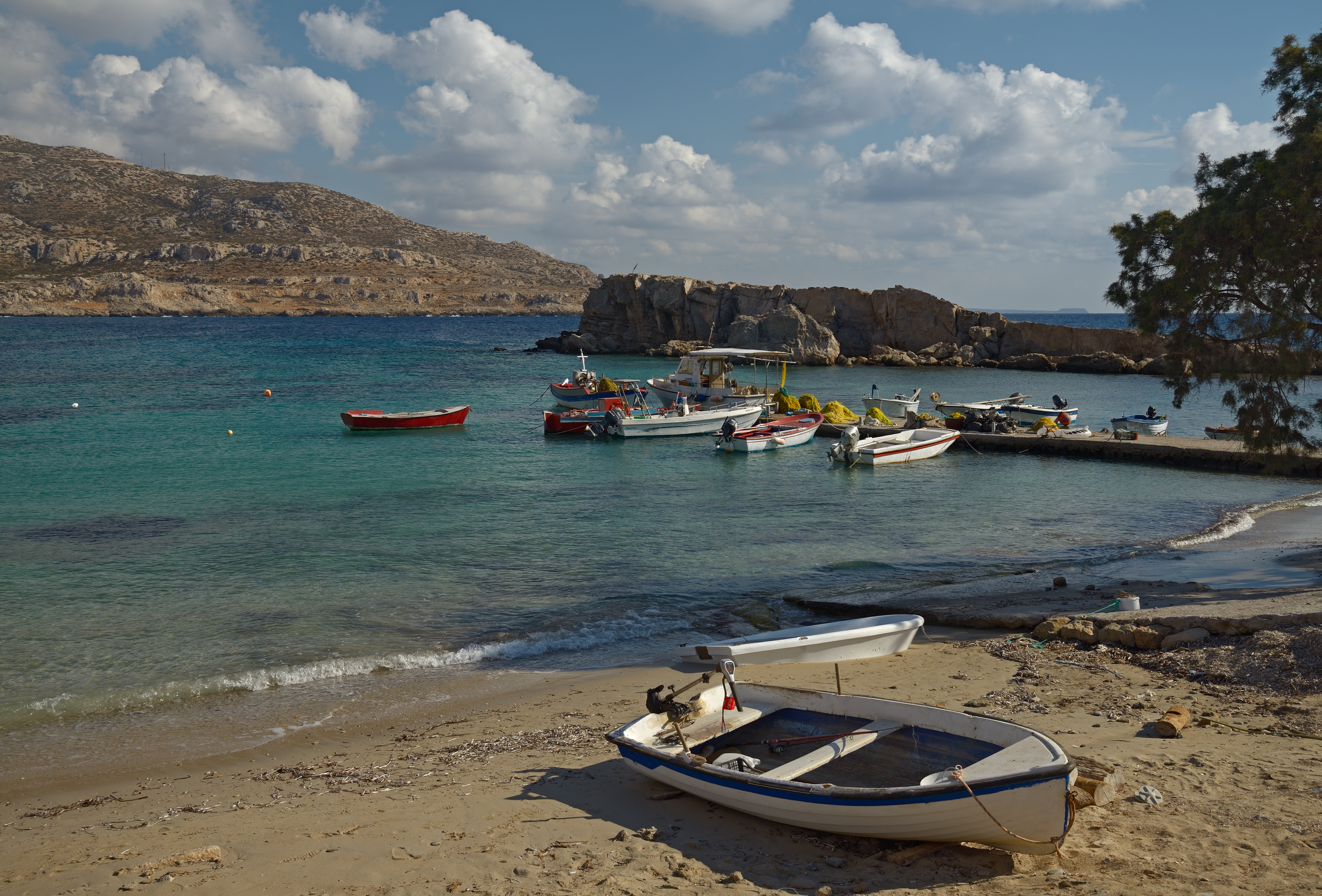
Човни у Лефкосі
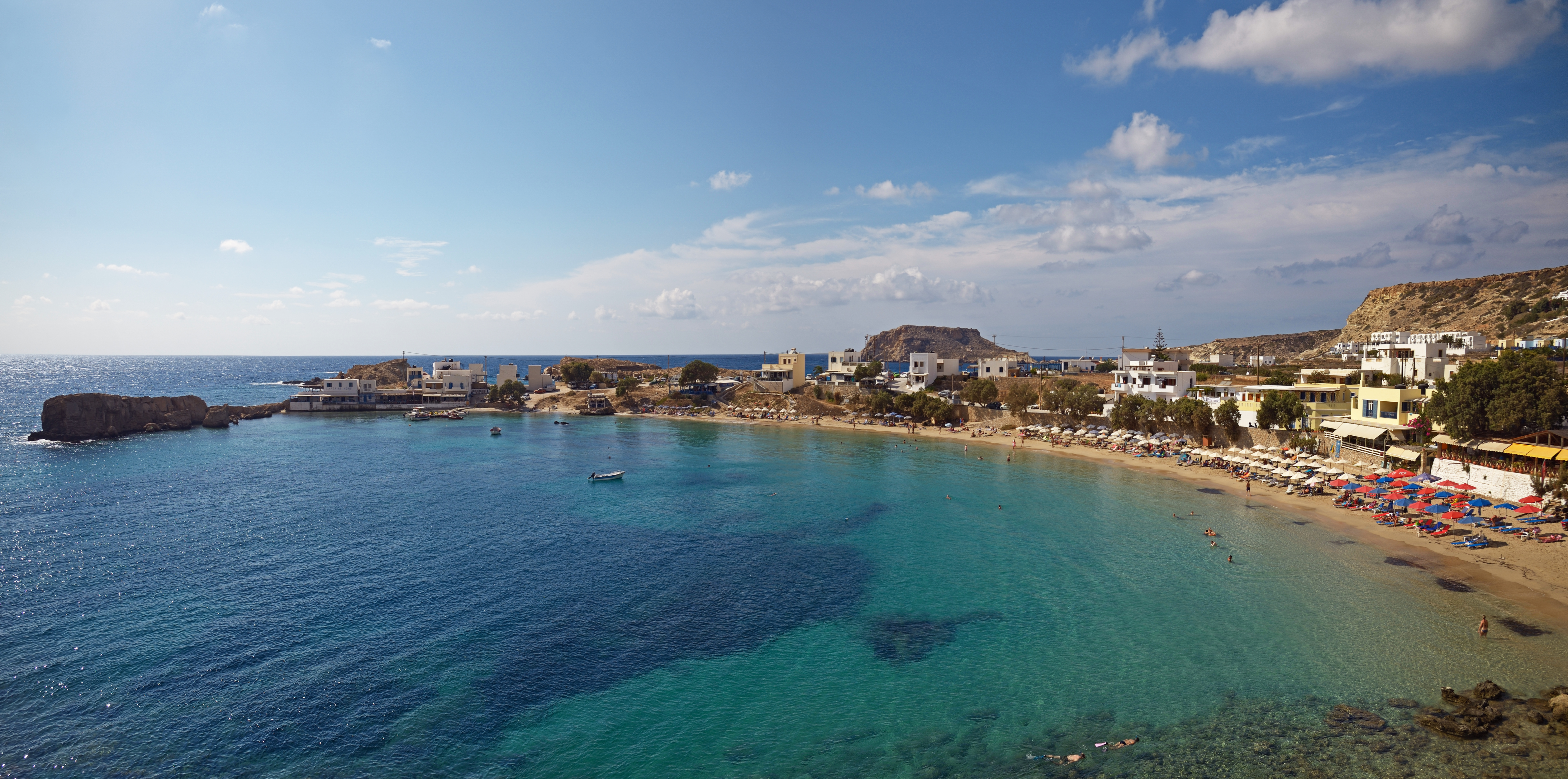
Затока Лефкоса
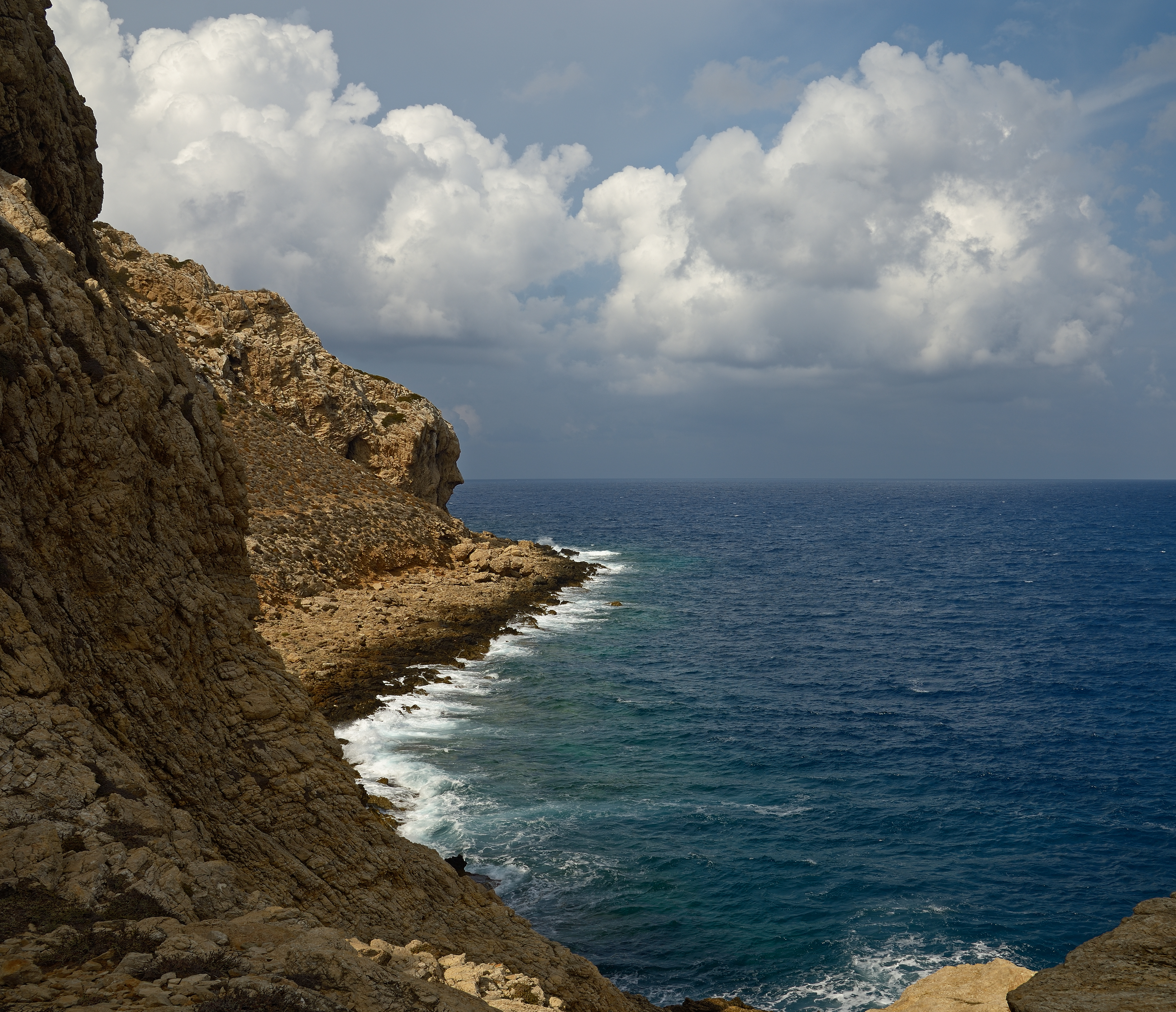
Узбережжя Аркаси
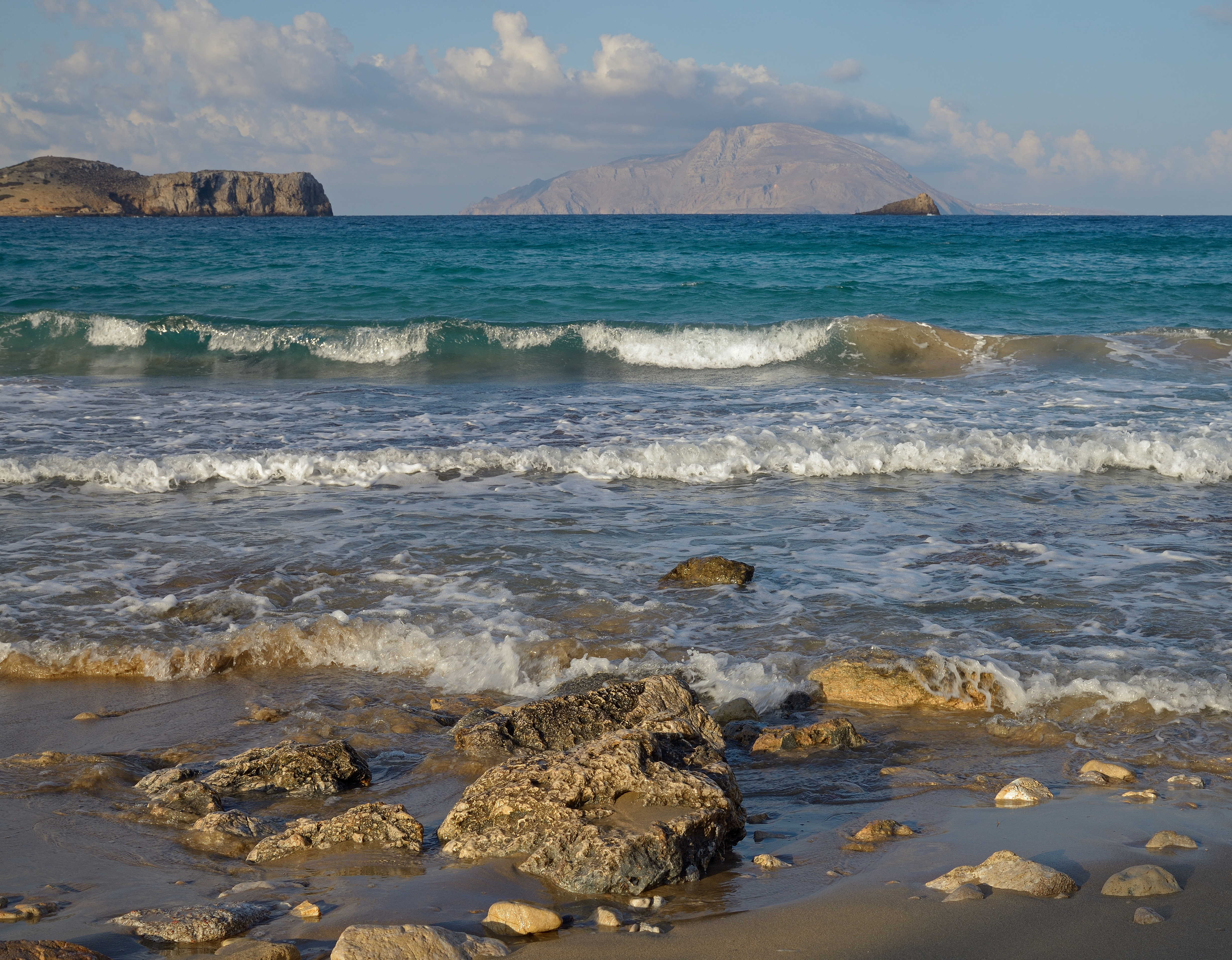
Пляж Ніколаос і острів Касос
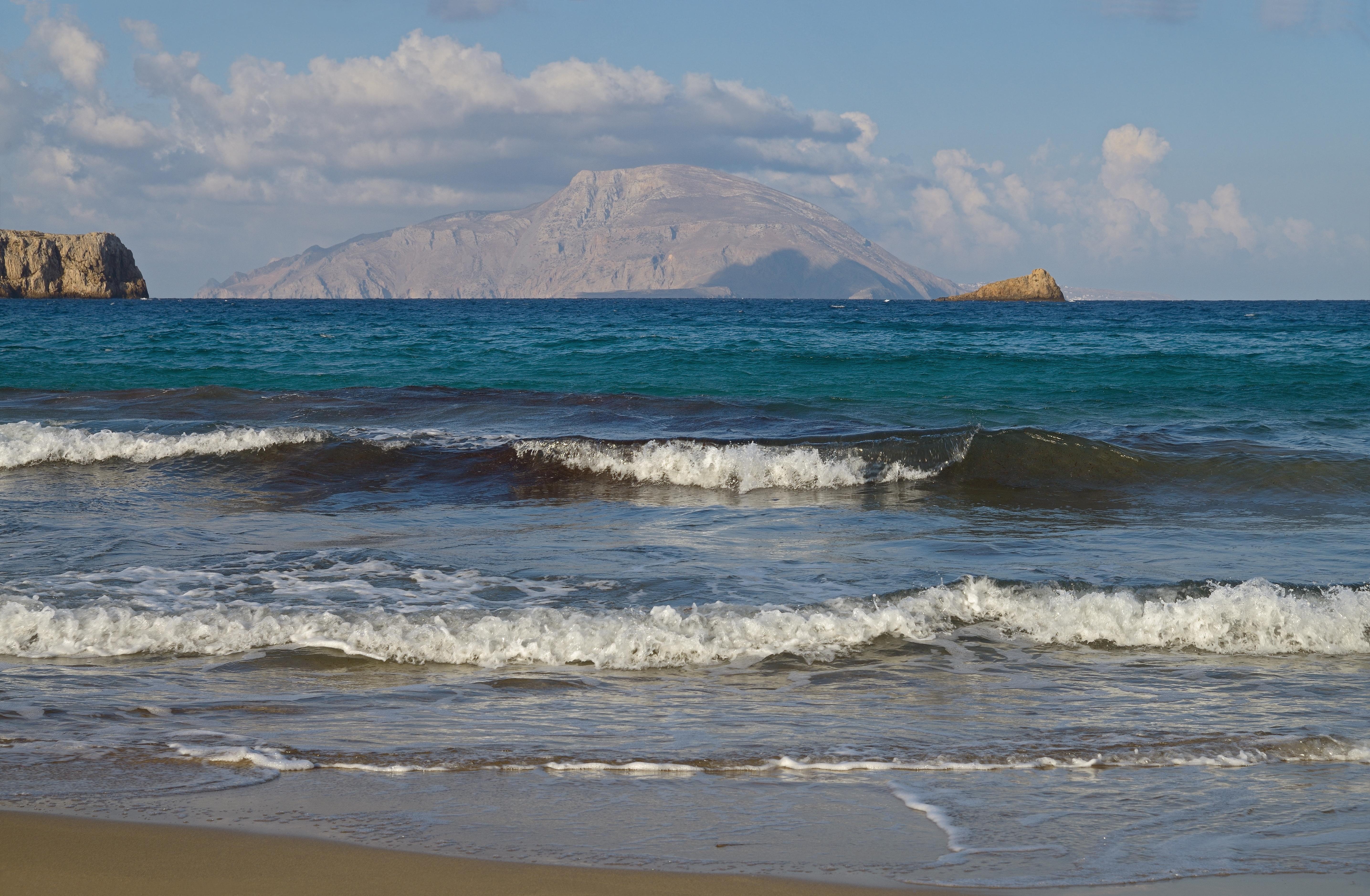
Острів Касос вранці
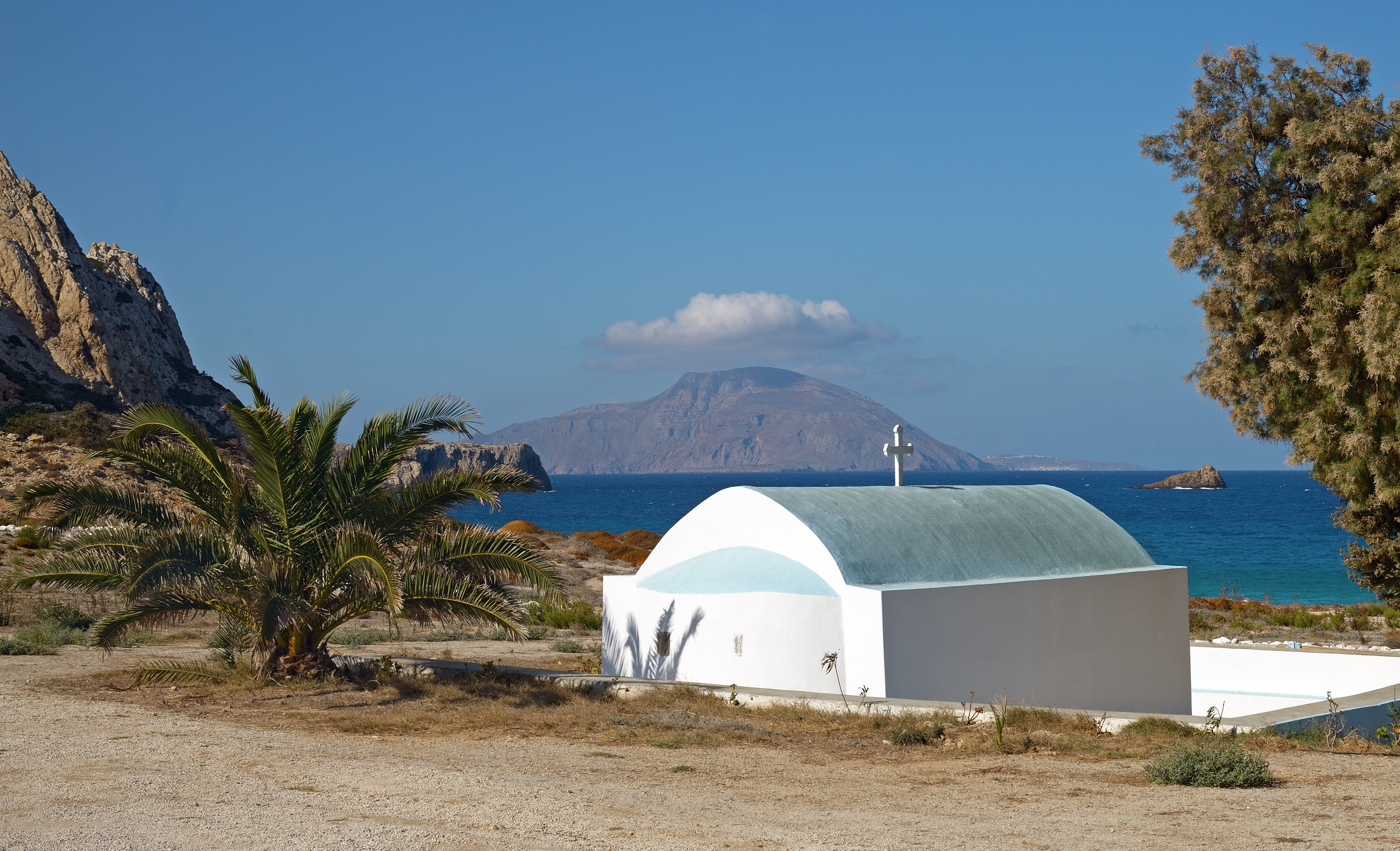
Церква Св. Миколая в Аркасі
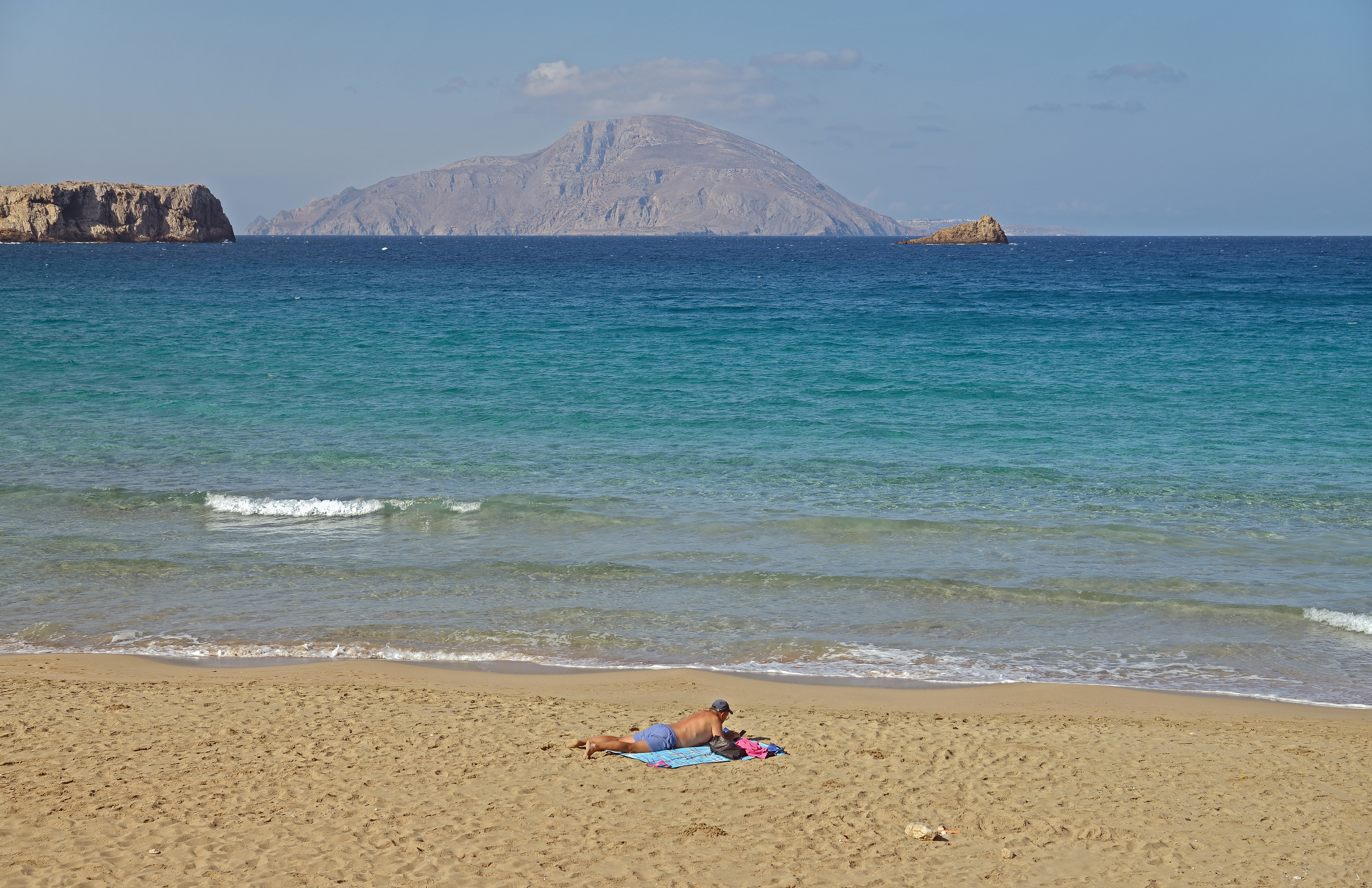
Пляж Николаос в Аркасі
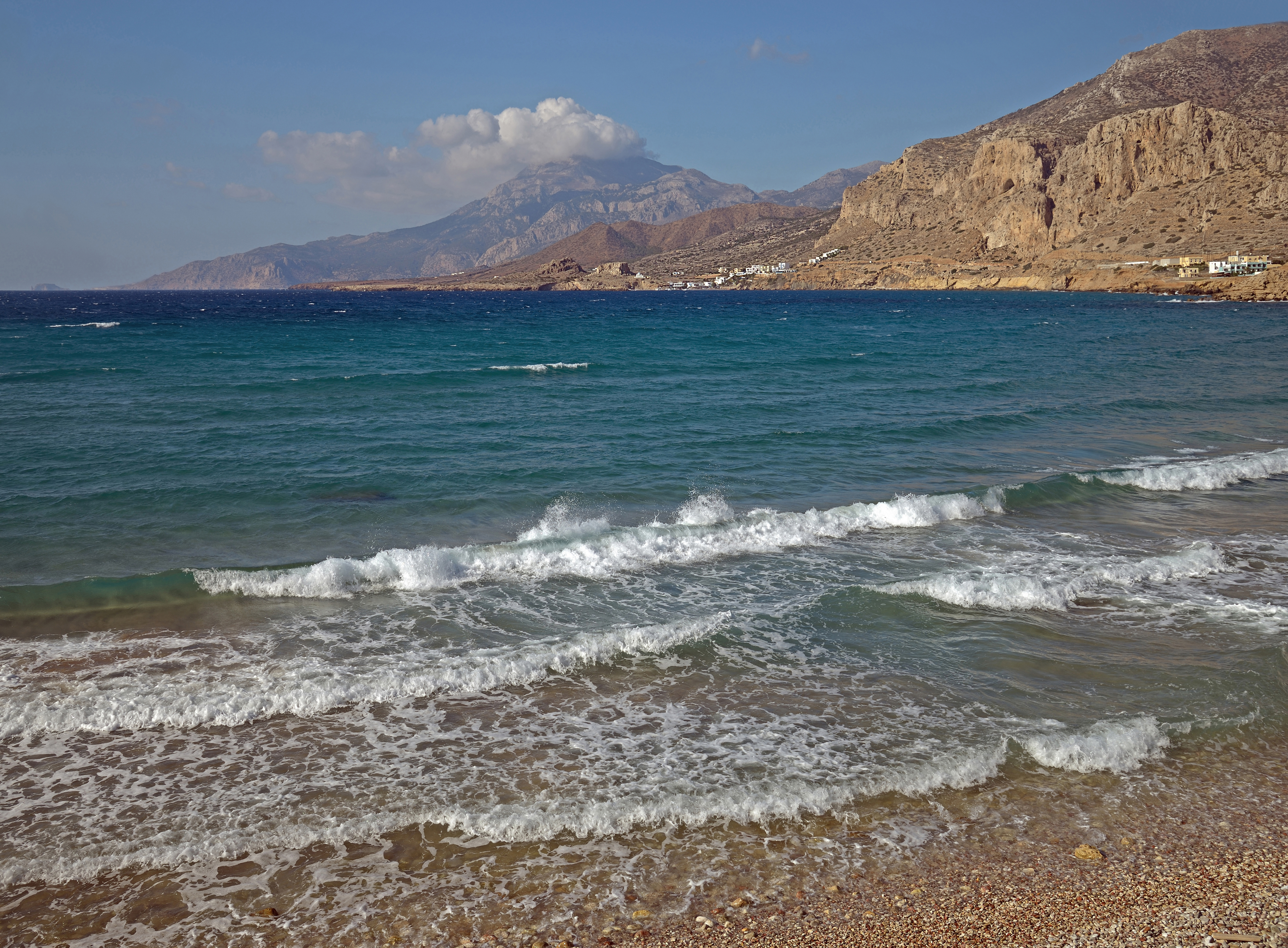
Погляд  на селище Фінікі з Аркаси
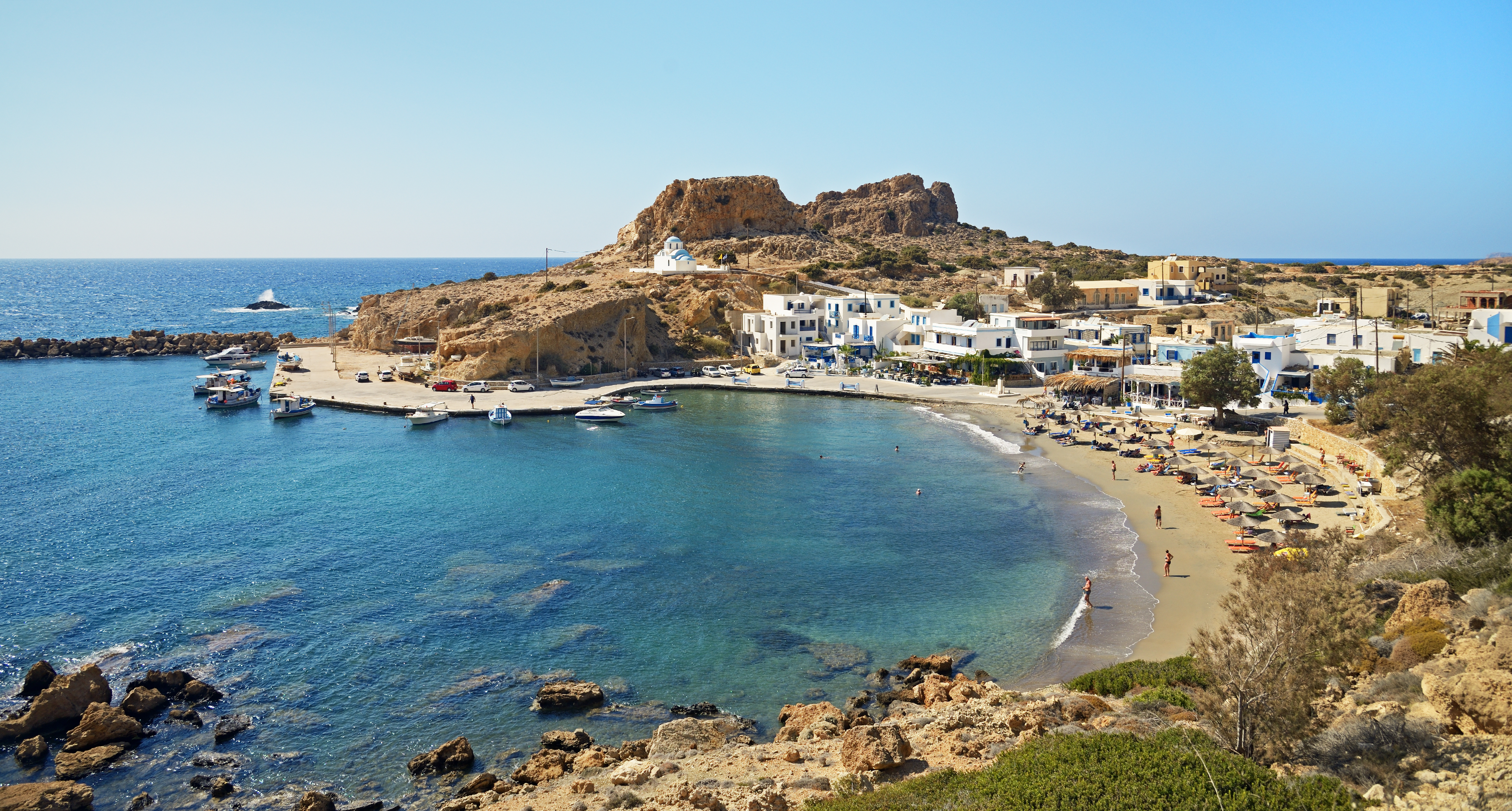
Селище і затока Фінікі
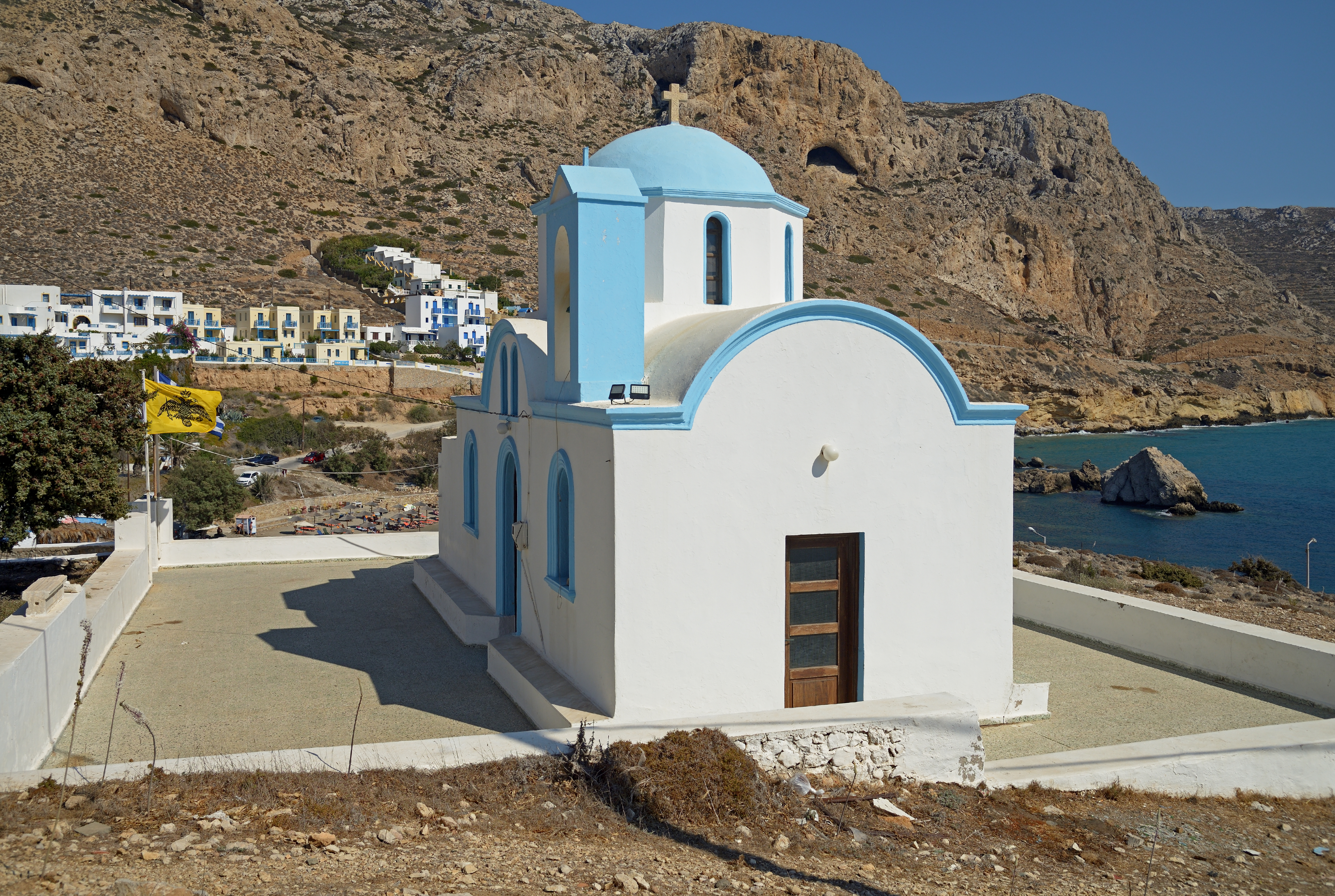
Церква Св. Миколая у Фінікі
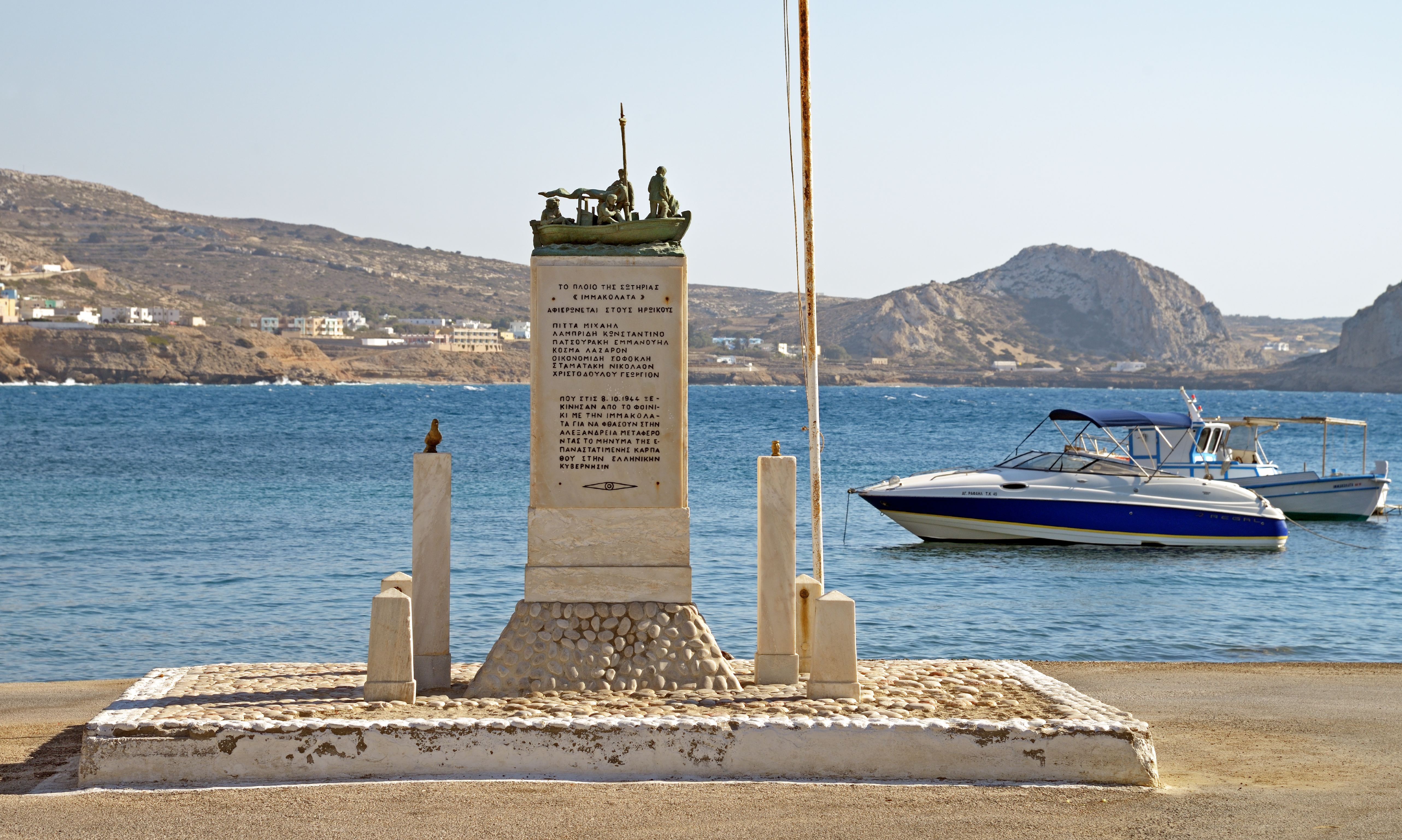
Пам'ятник морякам у Фінікі
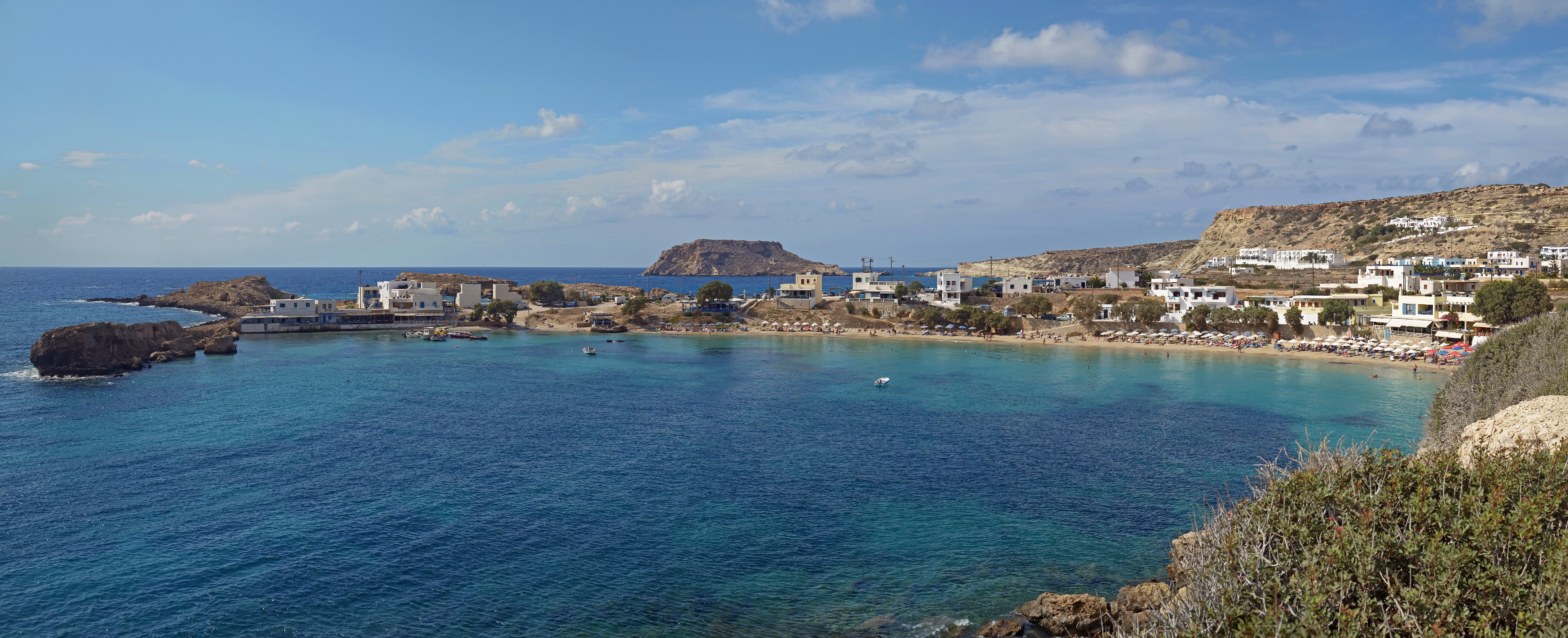
Затока і селище Лефкос
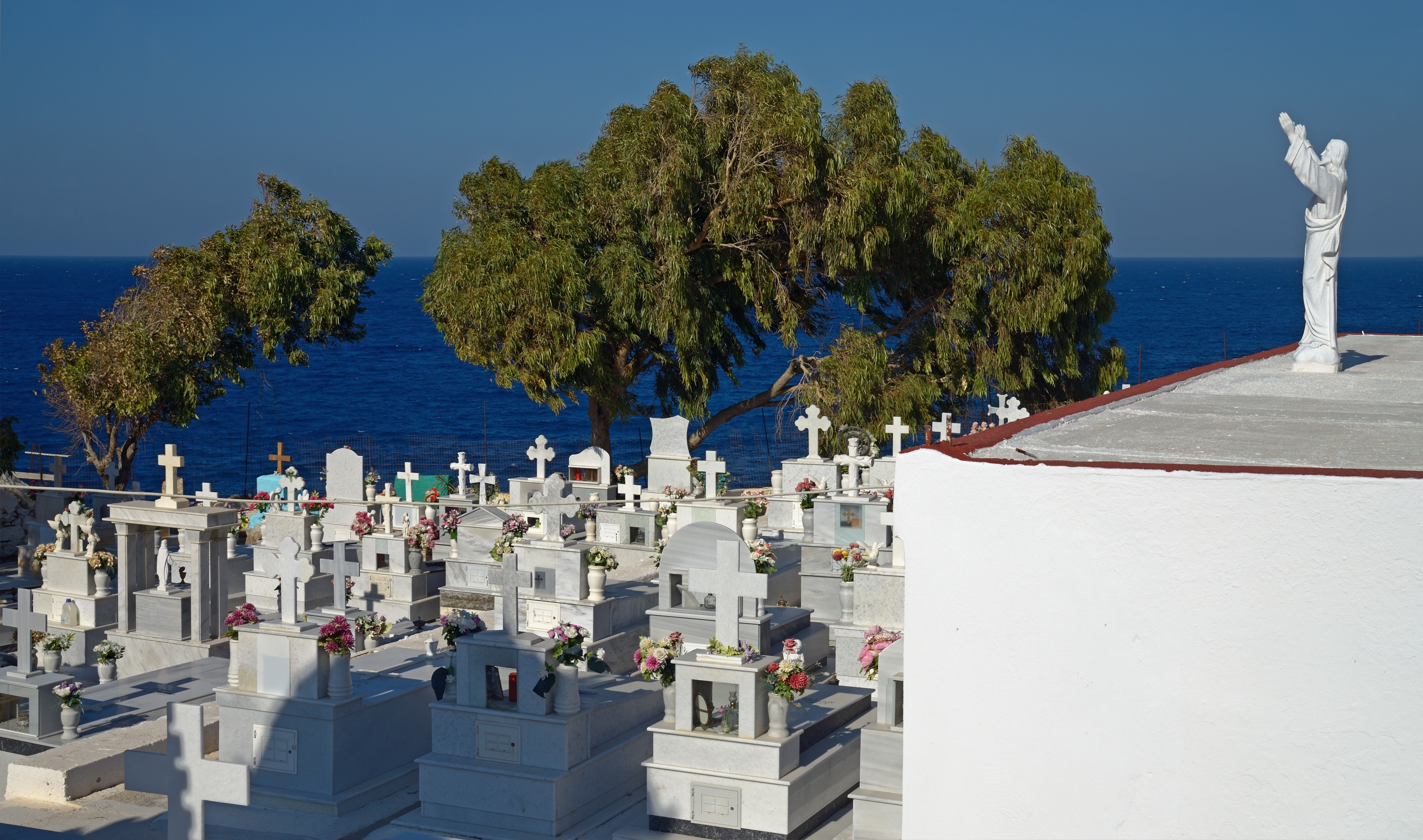
Цвинтар в Пігадії